# Meyersia meridionalis
Meyersia meridionalis is een rondwormensoort uit de familie van de Oncholaimidae.